# كأس فرنسا 2000–01
كأس فرنسا 2000–01 (بالفرنسية: Coupe de France de football 2000-2001)‏ هو الموسم 84 من كأس فرنسا. أشرف على تنظيمه اتحاد فرنسا لكرة القدم، وفاز فيه نادي ستراسبورغ.